# Les Équilibristes (film, 2020)
Pour les articles homonymes, voir Les Équilibristes.
Pour plus de détails, voir Fiche technique et Distribution.
Les Équilibristes est un film documentaire français réalisé par Perrine Michel et sorti en 2020.

## Synopsis
La vie quotidienne dans l'unité de soins palliatifs d'un hôpital parisien.

## Fiche technique
- Titre : Les Équilibristes
- Réalisation : Perrine Michel
- Scénario : Perrine Michel
- Photographie : Katell Djian et Arlette Buvat
- Costumes : Olga Papp
- Son : Thomas Tilly et Perrine Michel
- Montage son : Julien Cloquet
- Montage : Marie Bottois
- Musique : Thomas Tilly
- Production : La Chambre aux fresques - Hors Saison
- Distribution : Les Alchimistes
- Pays d'origine :  France
- Genre : documentaire
- Durée : 99 minutes
- Date de sortie : France - 14 octobre 2020